# Мезитли
Мезитли (тур. Mezitli) је град у Турској у вилајету Мерсин. Према процени из 2009. у граду је живело 121.238 становника.

## Становништво
Према процени, у граду је 2009. живело 121.238 становника.
| 1990.  | 2000.  |
| ------ | ------ |
| 17.735 | 50.187 |